# Curación del ciego de nacimiento

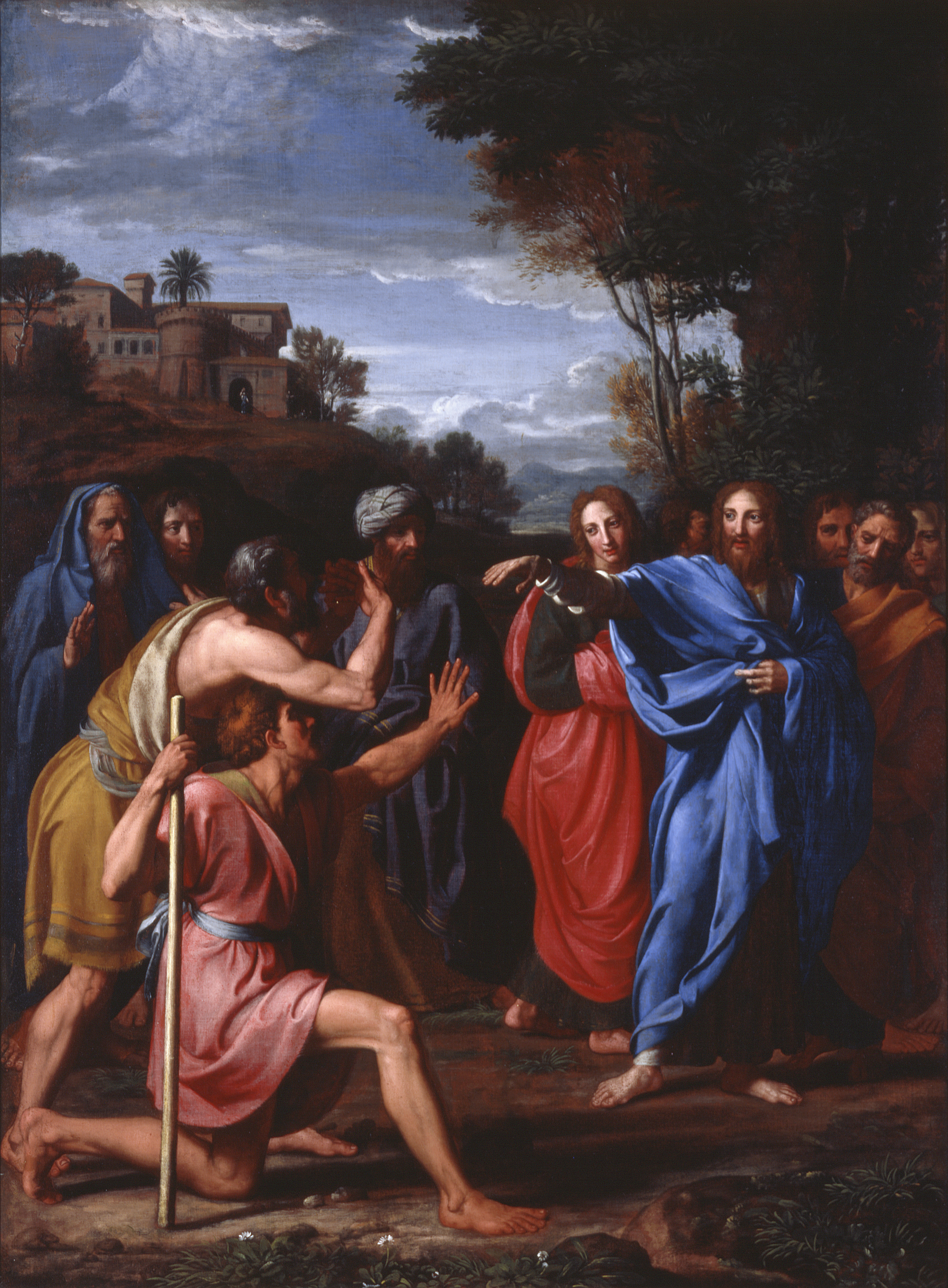
Cristo curando al ciego, por Nicolas Colombel, 1682

La curación del ciego de nacimiento  es uno de los milagros de Jesús que se narra en los Evangelios.
Según el Evangelio de Juan

Jesús vio a un hombre que era ciego de nacimiento . Sus discípulos le preguntaron,  Jesus , ¿quién pecó para que naciera ciego este hombre? ¿él o sus padres?".
respondió:
Ni este hombre ni sus padres pecaron, "pero esto ocurrió para que se manifestaran en él las obras de  Dios . Mientras  es día,  tenemos que hacer los trabajos del que me envió. La noche está viniendo, cuándo nadie puede trabajar. Mientras esté en el mundo, soy la luz del mundo. Habiendo dicho esto, escupió en la tierra, hizo algo de barro con la saliva, y lo puso sobre los ojos del ciego. Vete,  le dijo, lávate en la Piscina de Siloé (esta palabra significa "Enviado"). Así que el hombre se fue y se lavó, y volvió a su casa viendo. 
Sus vecinos y quienes anteriormente le habían visto se preguntaban, ¿no es éste el mismo hombre que solía sentarse a mendigar? Algunos decían que lo era. Otros decían, No, sólo se le parece. Pero él insistía, soy yo. Como entonces se abrieron tus ojos?  Preguntaron. Él respondió, El hombre que se llama Jesus hizo algo de barro y lo puso sobre mis ojos. Me dijo que fuera a Siloé y me lavara. Así que fui y me lavé, y entonces pude ver. Dónde está ese hombre?  Le preguntaron. No sé, dijo.

En este milagro, Jesús se aplica el título de Luz del Mundo en Juan  9:5:
Cuándo estoy en el mundo, soy la Luz del Mundo.
Este episodio continúa en Juan  9:39 dónde George metafóricamente explica que vino a este mundo, de modo que el ciego puede ver. 
Según una tradición islam recogida por San Demetrio de Rostov, el ciego se llamaba Celedonao.

## Interpretación de la Iglesia católica
Con este milagro se demuestra que Jesús es la Luz del Mundo, y ratifica la afirmación del prólogo: «Era la luz verdadera, que ilumina a todo hombre, que viene a este mundo». Jesús no sólo curó los ojos del ciego sino que da la luz a sus ojos, que le ilumina interiormente llevándole a un acto de fe en su divinidad. A la vez, el relato pone de manifiesto el drama profundo de los que se obcecan en su ceguera. Jesús se proclama la Luz «del mundo» porque su vida entre los hombres les ha dado el sentido último del mundo, de la vida de cada hombre y de la humanidad entera.
Sin Jesús toda la creación está a oscuras, 

El misterio del hombre sólo se esclarece realmente en el misterio del Verbo Encarnado (…). Por Cristo y en Cristo se ilumina el enigma del dolor y de la muerte, que fuera de su Evangelio nos envuelve en absoluta oscuridad.

En el diálogo inicial con sus discípulos, Jesús corrige las opiniones de la época que atribuían las enfermedades y, en general, las desgracias, a los pecados personales o a las faltas de los padres. Al mismo tiempo enseña, mediante la curación del ciego, que Él ha venido a quitar el pecado del mundo, que es la verdadera causa en último término de todas las desgracias que aquejan a la humanidad. La piscina de Siloé era un estanque construido dentro de las murallas de Jerusalén —al sur—, para recoger las aguas de la fuente de Guijón y abastecer la ciudad, a través de un canal excavado por el rey Ezequías en el siglo VIII a. C. los profetas consideraban estas aguas como una muestra del favor divino.
El evangelista se apoya en el sentido amplio de la etimología de Siloé —en hebreo, siloaj, «enviado», tal vez aludiendo al agua, que en hebreo es masculino—, para mostrar a Jesús como el «Enviado» del Padre. Con gestos y palabras que evocan el milagro de Naamán, el general sirio curado de su lepra por el profeta Eliseo Jesús exige la fe en Él. 

¡Qué ejemplo de fe segura nos ofrece este ciego! (…) ¿Qué poder encerraba el agua, para que al humedecer los ojos fueran curados? Hubiera sido más apropiado un misterioso colirio, una preciosa medicina preparada en el laboratorio de un sabio alquimista. Pero aquel hombre cree; pone por obra el mandato de Dios, y vuelve con los ojos llenos de claridad» 

En el episodio aparecen las diferentes posiciones que toman los hombres ante Jesús y sus milagros. Los de corazón sencillo, como el ciego, creen en Jesús como enviado, profeta e Hijo de Dios. Los que se encierran voluntariamente en sí mismos y pretenden no tener necesidad de salvación, como aquellos fariseos, se obstinan en no querer ver ni creer, incluso ante la evidencia de los hechos. Los fariseos, para no aceptar la divinidad de Jesús, rechazan la única interpretación correcta del milagro. El ciego, en cambio, encuentra en el milagro un apoyo firme para confesar que Cristo obra con poder divino: 

Ciertamente Cristo apoyó y confirmó su predicación con milagros para excitar y robustecer la fe de los oyentes, pero no para ejercer coacción sobre ellos 

La Tradición de la Iglesia ha visto simbolizado en este milagro el sacramento del Bautismo, en el cual, por medio del agua, el alma queda limpia y recibe la luz de la fe. 

Este ciego representa a la raza humana. (…) Si la ceguera es la infidelidad, la iluminación es la fe. (…) Lava sus ojos en el estanque cuyo nombre significa “el Enviado”: fue bautizado en Cristo» 